# Glaucocystopsis
Genre
Glaucocystopsis est un genre d'algues de la famille des Glaucocystaceae, de l'embranchement des Glaucophyta. 

## Liste d'espèces
Selon AlgaeBase (12 mars 2017) et World Register of Marine Species (12 mars 2017) :
- Glaucocystopsis africana Bourrelly, 1961 (espèce type)